# Рок-панорама-86
Московский фестиваль популярной музыки «Рок-панорама-86» — первый официальный московский рок-фестиваль, состоявшийся 4—8 мая 1986 года в концертном зале Центрального Дома туриста (Москва). Организован по инициативе Гагаринского районного комитета ВЛКСМ Москвы и редакции газеты «Московский комсомолец».

## Подготовка и проведение
Отбором артистов занималась творческая группа во главе с Александром Градским. В фестивале приняли участие многие музыканты, впоследствии ставшие известными и популярными в составе других групп или сольно: Юрий Лоза и Валерий Сюткин (оба в составе «Зодчие»), Виталий Дубинин, Михаил Серышев («Час-пик»), Сергей Попов и Николай Расторгуев (оба в «Здравствуй, песня»). Группа «Браво» была названа одним из открытий фестиваля.
Рекламы фестиваля не проводилось. Вместимость зала составляла 800 человек.
Во время выступления группы «Ария» 7 мая в зале отключилось электричество (по воспоминаниям Валерия Кипелова, «там был очень активный техник, и он решил подпустить на сцену побольше дыма. А поскольку дымовой машины не было, он использовал сухой лёд. В нагревательную машину он засыпал очень много льда, он начал таять, вода закипела и попала на разъёмы, электричество отрубилось; выступление пришлось задержать»); неполадки были устранены, но многие зрители к тому времени уже покинули концерт. В выступлении группы «Здравствуй, песня» присутствовали элементы брейк-данса.
Выступление Валерия Шаповалова завершилось скандалом из-за провокационных и сатирических текстов его песен. Недовольство организаторов вызвало также то, что вокалистка группы «Дубль-1» Елена Соколова вышла на сцену в вызывающе короткой юбке.

## Программа

### Первый день (4 мая)
Фестиваль открывали:
- первый секретарь Гагаринского райкома ВЛКСМ г. Москвы Пётр Павлов
- редактор газеты «Московский комсомолец» Павел Гусев
- ведущий первого вечера — композитор Вячеслав Горбатов
- «Диалог»

1. Раздели со мной (К. Брейтбург — С. Кирсанов)

- «ЭВМ»

1. ЭВМ («ЭВМ» — М. Пушкина)
2. Честный Джон («ЭВМ» — М. Пушкина)
3. Одинокое танго («ЭВМ» — М. Пушкина)
4. Пароход («ЭВМ» — М. Пушкина)
5. Домик на песке («ЭВМ» — М. Танич)
6. Чудак («ЭВМ» —Светлана Мекшен)
7. Страна-поздравление (Б. Журавлёв — М. Пушкина)

- «Рондо»

1. Наш дом (М. Литвин — М. Пушкина)
2. Самый умный класс (М. Литвин — А. Елин)
3. Отражение (М. Литвин — А. Елин)
4. Видео (М. Литвин — А. Елин)
5. Автомат (М. Литвин — А. Вознесенский)
6. Я скучаю (М. Литвин — А. Елин)
7. Рондо-поп (М. Литвин — А. Елин)

- Виталий Дубинин

1. Снежный человек (Алексей Максимов — М. Пушкина)
2. Я и ты (Д. Евгенидзе — М. Воронцов)
3. Йокогама (А. Максимов — М. Пушкина)

- «Браво»

1. Инструментал (Е. Хавтан)
2. Открытие (Е. Хавтан — Ж. Агузарова)
3. Жёлтые ботинки (Е. Хавтан — Ж. Агузарова)
4. Молодость (Е. Хавтан — Г. Аполлинер)
5. Розы (Е. Хавтан — В. Степанцов)
6. Синеглазый мальчик (Е. Хавтан — В. Степанцов)
7. Старый отель (Е. Хавтан — К. Кавалерьян)
8. Звёздный каталог (Е. Хавтан — А. Тарковский)
9. Медицинский институт (Е. Хавтан — Саша Чёрный)
10. Белый день (Е. Хавтан — И. Сукачев)
11. Кошки (Е. Хавтан — У. Дж. Смит, пер. Б. Заходер)
12. Ленинградский рок-н-ролл (Е. Хавтан — Ж. Агузарова)

### Второй день (5 мая)
Ведущий — Альберт Писаренков 

- «Зодчие»

1. Марш высотников (песня из к/ф «Высота»)
2. Манекен (Ю. Лоза — В. Дидуров)
3. На маленьком плоту (Ю. Лоза)
4. Восточный базар (В. Сюткин)
5. Пародия на теледетектив (В. Сюткин)
6. Зарисовки из повседневной жизни (В. Сюткин)
7. Мелодии и ритмы зарубежной эстрады:
  1. а) Адриано Челентано
  2. б) Фестиваль в Сан-Ремо
8. Я не знаю, что со мной (Ю. Лоза)
9. Спи, малыш (В. Сюткин)

- Валерий Шаповалов

1. Проснулся я Tonight (В. Шаповалов)
2. Кружка пива (В. Шаповалов)
3. Я не люблю грозу в начале мая (В. Шаповалов)

- «Квадро»

7 инструментальных композиций
- «СВ»

1. Свобода выбора (А. Степанов — В. Шефнер)
2. Чудак, выпускающий птиц (А. Степанов — В. Шефнер)
3. Супруги (А. Степанов)
4. Солнечный восход (А. Степанов)
5. Сам (А. Степанов — Ю. Левитанский)
6. До свиданья, друг! (Е. Маргулис, С. Кавагоэ — К. Покровский)

- «Круиз»

1. Инструментал (В. Гаина)
2. Мираж (В. Гаина — В. Сауткин)
3. Иди же с нами (В. Гаина — Л. Фелипе, перевод Ю. Мориц)
4. Музыка Невы (В. Гаина — В. Сауткин)
5. Соло на ударных (С. Ефимов)
6. Не падай духом (В. Гаина — В. Сауткин)
7. Случилось (В. Гаина — А. Кирницкий)

### Третий день (6 мая)
Ведущий — Альберт Писаренков

- «Дубль-1»

1. Инструментал (С. Соколов)
2. Голубь в метро (И. Николаев — Е. Евтушенко)
3. Зоосад (С. Соколов — М. Танич)
4. Хамелеон (С. Кудишин — Валентин Берестов)
5. Я люблю рок-н-ролл (С. Намин)
6. Я научусь (С. Маликов, В. Пресняков — Лидия Козлова)

- «Дуэт электронно-компьютерной музыки И. Кезля и А. Моргунов»

1. Вдохновение (И. Кезля)
2. Долина грёз (И. Кезля)
3. Опять с тобою в ссоре (И. Кезля)

- «Карнавал»

1. Звёздный карнавал (А. Барыкин)
2. Поверь в себя (А. Барыкин — М. Пушкина)
3. Разве ты не веришь (А. Барыкин)
4. Запасной игрок (А. Барыкин — П. Жагун)
5. Своё лицо (А. Барыкин — С. Маликов)
6. Незнакомка (А. Барыкин — М. Пушкина)
7. Как мы слушали Beatles (А. Барыкин — М. Пушкина)
8. Спасательный круг (А. Барыкин — П. Жагун)

- «Группа Алексея Романова»

1. По дороге разочарований (А. Романов)
2. Давай построим лодку (А. Романов)
3. Растаяла как дым (А. Романов)
4. Когда ты смотришь (А. Романов)
5. Друзьям (А. Романов)
6. Кто виноват (А. Романов)
7. Снежная королева (А. Романов)

- «Группа Сергея Сарычева»

1. Я сделан из такого вещества (С. Сарычев — А. Лукьянов)
2. Вот рок (С. Сарычев)
3. Хей-хей (С. Сарычев)
4. Родник (С. Сарычев)
5. Цунами (С. Сарычев)
6. Мечта (С. Сарычев)
7. Шторм (С. Сарычев)

### Четвёртый день (7 мая)
Ведущий — Альберт Писаренков

- «Час-пик»[9]

1. Мы теряем (В. Парамонов — А. Кайданов)
2. Манекены (В. Парамонов — Я. Гальперин)
3. Элегия (В. Парамонов — А. Кайданов)
4. Старенький трамвай (В. Парамонов)
5. Песенка шарманщика (В. Парамонов)

- «Здравствуй, песня»

1. Атлантида (И. Матвиенко — Джуна Давиташвили)
2. Поезд (И. Матвиенко — Наум Олев)
3. Бермудский треугольник (И. Матвиенко — Д. Давиташвили)
4. Монолог говорящего попугая (И. Матвиенко — Н. Олев)
5. Незнакомка (И. Матвиенко — Д. Давиташвили)
6. Акселераты (В. Добрынин — Л. Дербенёв)

- «Машина времени»

Попурри:
1. Марионетки (А. Макаревич)
2. Скачки (А. Кутиков — А. Макаревич)
3. Кого ты хотел удивить — А. Макаревич)
4. Синяя птица (А. Макаревич)
5. За тех, кто в море (А. Кутиков — А. Макаревич)
6. Поворот (А. Кутиков — А. Макаревич)
7. Ночь (А. Кутиков — А. Макаревич)
8. Старые друзья (А. Макаревич)
9. Разговор в поезде (А. Макаревич)
10. Флюгер (А. Макаревич)
11. Караван (А. Кутиков — А. Зайцев)
12. Рыбка в банке (А. Макаревич)
13. Если бы мы были взрослей (А. Кутиков — А. Макаревич)
14. Кошка, которая гуляет сама по себе (А. Макаревич)

- Александр Градский

1. Театр (А. Градский — Саша Чёрный)
2. Остров. Утром (А. Градский — Саша Чёрный)
3. Песня о друге (А. Градский)
4. Реклама телевидения (А. Градский)
5. Мария (А. Градский — В. Маяковский)
6. На музыкальной репетиции (А. Градский — Саша Чёрный)
7. Южная прощальная (А. Градский)
8. Три посвящения в любви (А. Градский — Н. Олейников)

- «Ария»

1. Волонтёр (В. Холстинин — А. Елин)
2. Воля и разум (А. Большаков — А. Елин)
3. Икар (А. Большаков — А. Елин)
4. Тореро (А. Грановский — М. Пушкина)
5. Вокруг света за 20 минут (В. Холстинин, А. Грановский, К. Покровский — А. Елин)
6. Рок-н-ролл (А. Большаков)

### Пятый день: гала-концерт и награждение (8 мая)
Ведущий — Альберт Писаренков

- «ЭВМ»

1. Честный Джон (ЭВМ — М. Пушкина)
2. Чудак (ЭВМ — Светлана Мекшен)
3. Страна-поздравление (Б. Журавлев — М. Пушкина)

- Дуэт электронно-компьютерной музыки И. Кезля и А. Моргунов

1. Вдохновение (И. Кезля)
2. Долина грез (И. Кезля)

- «Дубль I»

1. Голубь в метро (И. Николаев — Е. Евтушенко)
2. Я люблю рок-н-ролл (С. Намин)

- «Квадро»

1. Инструментал
2. Инструментал

- Александр Градский

1. Песня о друге (А. Градский)
2. Реклама телевидения (А. Градский)
3. Чужой мотив, или подражание Б. Окуджаве (А. Градский)

- «Браво»

1. Белый день (Е. Хавтан — И. Сукачев)
2. Жёлтые ботинки (Е. Хавтан — Ж. Агузарова)
3. Рок-н-ролл (Е. Хавтан — Ж. Агузарова)
4. Ленинградский рок-н-ролл (Е. Хавтан — Ж. Агузарова)

- «Ария»

1. Воля и разум (А. Большаков — А. Елин)
2. Тореро — (А. Грановский, В. Холстинин — М. Пушкина)
3. Вокруг света за 20 минут (В. Холстинин, А. Грановский, К. Покровский — А. Елин)

- «Рондо»

1. Самый умный класс (М. Литвин — А. Елин)
2. Рондо-поп (М. Литвин — А. Елин)
3. Видео (М. Литвин — А. Елин)

- «Здравствуй, песня»

1. Живи Земля (И. Матвиенко)
2. Монолог говорящего попугая (И. Матвиенко — Н. Олев)
3. Акселераты (В. Добрынин — Л. Дербенёв)

- «Диалог»

2 фрагмента композиции «Однажды, завтра» (К. Брейтбург — С. Кирсанов) 

а). Не смей, не смейся
б). С любовью не шутят
«Машина времени» (после церемонии награждения):
1. Скворец (А. Макаревич)
2. Костёр (А. Макаревич)
3. Если бы мы были взрослей (А. Кутиков — А. Макаревич)
4. Кошка, которая гуляет сама по себе (А. Макаревич)
5. Старый рок-н-ролл (А. Кутиков — А. Макаревич) — джем-сешн с Александром Градским и Александром Лосевым

## Жюри и гости
Жюри:
- Дмитрий Шавырин — ведущий рубрики «Звуковая дорожка» газеты «Московский комсомолец»
- Евгений Фёдоров — корреспондент газеты «Московский комсомолец»
- Михаил Шапиро — старший консультант фирмы «Мелодия»
- Булат Мусурманкулов — заведующий сектором эстрадных музыкальных коллективов и дискотек ЕЕМЦ г. Москвы
- Дмитрий Ухов — музыкальный критик
- Аркадий Петров — музыкальный критик
- Юрий Филинов —ведущий рубрики «33 1/3» газеты «Комсомольская правда»
- Евгений Гинзбург — кинорежиссёр

Почётные гости:
- Александр Градский — певец и композитор
- Артём Троицкий — музыкальный критик

Гости:
- Маргарита Пушкина — поэтесса
- Алексей Баташев — музыкальный критик
- Александр Елин — поэт
- Алла Пугачева (5 мая) — певица
- Лев Лещенко (8 мая) — певец
- Стас Намин (8 мая) — художественный руководитель группы Стаса Намина
- Александр Ситковецкий (8 мая) — художественный руководитель группы «Автограф»
- Михаил Танич (6 мая) — поэт
- Лидия Козлова (6 мая) — поэтесса
- Илья Резник — поэт
- Руслан Горобец (8 мая) — музыкальный руководитель группы «Рецитал»
- Александр Кальянов — звукорежиссёр
- Игорь Николаев (8 мая) — композитор
- Крис Кельми — руководитель группы «Рок-Ателье»

## Награды
- Приз симпатии публики — «Браво», «Круиз», группа Сергея Сарычева, «Машина времени»
- Приз за лучшую разработку гражданской темы — «Диалог»
- Приз за лучший дебют — дуэт И. Кезли и А. Моргунова
- Приз за лучшее сценическое воплощение программы — «Зодчие»
- Приз за техническое обеспечение — «Ария»
- Приз за лучшие антивоенные композиции — «ЭВМ» («Честный Джон») и «Ария» («Воля и разум»)
- Приз за режиссуру — Виктор Векштейн (художественный руководитель группы «Ария»)
- Приз за организацию — Маргарита Пушкина (поэтесса)[3]

## Звуко- и видеозапись
- В 1987 году фирмой «Мелодия» были выпущены 2 грампластинки «Панорама-86. Фестиваль молодёжной популярной музыки» с записями некоторых участников. При этом были представлены студийные варианты, часть песен на фестивале даже не исполнялась, а названия и авторство некоторых других были указаны неправильно[2]. Никого из исполнителей к работе над пластинками не привлекали, в результате многие оказались недовольны качеством фонограмм[3]. Крайне примечательным казусом является и странный факт изображения на обложке обоих дисков фотографии гитариста группы «Земляне» Игоря Романова, в октябре 1985 года начавшего сольную карьеру, никакого отношения к этому фестивалю и содержанию пластинок ни Игорь Романов, ни группа «Земляне» не имели[10].
- Сохранилось очень мало видеосвидетельств этого события. Два фрагмента из гала-концерта — песня «Тореро» группы «Ария» и песня «Если бы мы были взрослей» («Машина времени») — были включены в очередной, «музыкальный» выпуск телепрограммы «Весёлые ребята»[11], вышедший в том же году.

### Выпуск 1 (С60—24863-4)
- Сторона 1:

1. Честный Джон (ансамбль «ЭВМ» — Р. Линн[12]) — 4:34
2. Страна поздравлений (Б. Журавлев — Р. Линн[12]) — 4:23
3. Музыка под снегом (А. Кутиков — А. Макаревич)[13] — 4:29
4. Я сделан из такого вещества (С. Сарычев — А. Лукьянов) — 4:34

Ансамбль «ЭВМ» (1, 2), рок-группа «Машина времени» (3), С. Сарычев и ансамбль (4)
- Сторона 2:

1. Самый умный класс, шуточная песня (М. Литвин — А. Елин) — 4:47
2. Я умею мечтать (Ю. Лоза)[13] — 3:50
3. Верю я (Е. Хавтан — И. Сукачев)[14] — 3:10
4. Мираж (В. Гаина — В. Сауткин) — 4:28
5. В добрый час (А. Кутиков — А. Макаревич)[13] — 3:30

Ансамбли: «Рондо» (1), «Зодчие» (2), «Браво» (3) Рок-группы: «Круиз» (4), «Машина времени» (5)

### Выпуск 2 (С60—25131-2)
- Сторона 1:

1. Не падай духом (В. Гаина — В. Сауткин) — 3:10
2. Дрянная девчонка (И. Матвиенко — Н. Олев)[13] — 4:27
3. Цунами (С. Сарычев — И. Шаферан) — 3:33
4. Долина грёз (И. Кезля) — 5:30

Рок-группа «Круиз» (1), ансамбль «Здравствуй, песня» (2), С. Сарычев (3), дуэт электронной музыки: И. Кезля, А. Моргунов (4).
- Сторона 2:

1. Чудак (ансамбль «ЭВМ» — С. Мекшин[15]) — 4:32
2. Зима (Ю. Лоза)[16]— 4:00
3. Гроза (В. Шаповалов) — 2:50
4. Жёлтые ботинки (Е. Хавтан — Ж. Агузарова) — 3:23
5. Вдохновение (И. Кезля) — 4:00

Ансамбли «ЭВМ» (1), «Зодчие» (2), В. Шаповалов (3), Ансамбль «Браво» (4), дуэт электронной музыки: И. Кезля, А. Моргунов (5).